# Ito Yushi
Yushi Ito (sinh ngày 9 tháng 8 năm 1984) là một cầu thủ bóng đá người Nhật Bản.

## Sự nghiệp câu lạc bộ
Yushi Ito đã từng chơi cho Tokushima Vortis.